# Trichophaga robinsoni
Trichophaga robinsoni är en fjärilsart som beskrevs av Reinhardt Gaedike och Ole Karsholt 2001. Trichophaga robinsoni ingår i släktet Trichophaga och familjen äkta malar. Inga underarter finns listade i Catalogue of Life.